# Tadeusz Ortyl
Tadeusz Ortyl (ur. 10 stycznia 1939 w Jarosławiu, zm. 18 lub 19 marca 2011 w Sanoku) – polski muzyk i pedagog, organizator zespołów artystycznych, numizmatyk, twórca i kolekcjoner ekslibrisów.

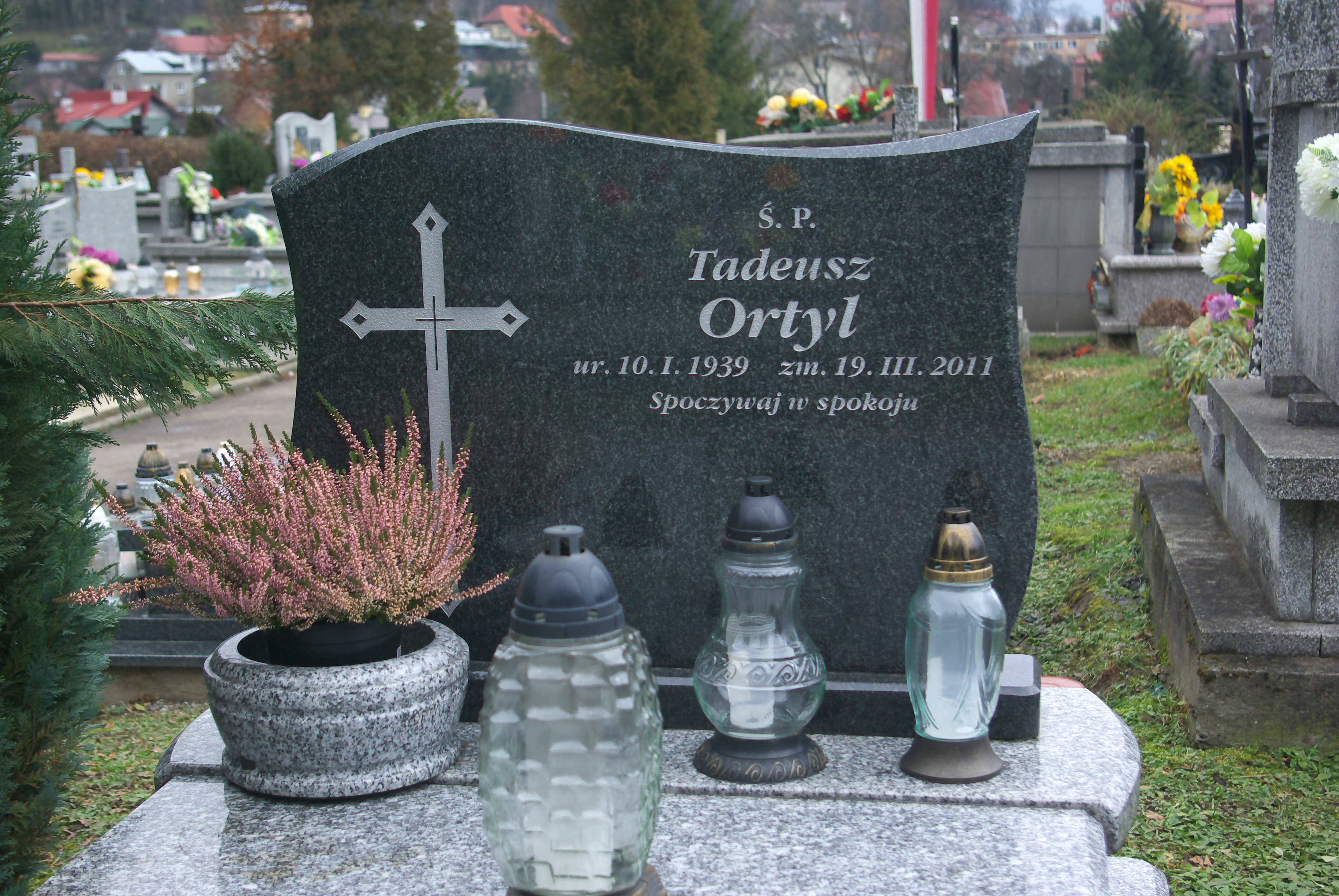
Nagrobek Tadeusza Ortyla

## Życiorys
Tadeusz Ortyl urodził się w 1939 w Jarosławiu. Był zaangażowany w dziedzinie muzyki, będąc instruktorem i kierownikiem zespołów muzycznych i folklorystycznych od końca lat 50. Był członkiem zespołu muzycznego, działającego w Domu Kultury w Jarosławiu, z którym występował przez siedem lat. Zakładał chóry w Tyniowicach, Sieniawie, Tuligłowach, pod koniec lat 60. orkiestrę mandolinistów przy kopalni nafty i gazu w Ustrzykach Dolnych, a na początku lat 70. zespół akordeonistów przy świetlicy kopalni w Wielopolu. W Sanoku, gdzie od 1972 był instruktorem muzyki w spółdzielczym Klubie Kultury, od 1973 prowadził młodzieżową orkiestrę mandolinistów „Puchatki” (działająca przy Osiedlowym Domu Kultury Sanockiej Spółdzielni Mieszkaniowej dzielnicy Wójtostwo, licząca ok. 60 członków), był twórcą i instruktorem muzycznym Zespołu Ludowej Pieśni i Tańca „Sanoczanie” (założony 15 października 1977, działający przy Przedsiębiorstwie Górnictwa Nafty i Gazu w Sanoku, skupiający kilkanaście osób), ponadto założył i prowadził zespół ludowy (kapelę regionalną) przy Państwowym Ośrodku Maszynowym (POM), w której skrzypkiem.
Od początku lat 70. działał w sferze numizmatyki. Był współzałożycielem i członkiem koła Polskiego Towarzystwa Numizmatycznego w Sanoku (1972), którego był wybierany prezesem pod koniec 1990, w styczniu 1995, od 10 października 1997 Koła PTN im. Rudolfa Mękickiego, od 14 maja 2000 Oddziału PTN w Sanoku im. Rudolfa Mękickiego, którego został wybrany prezesem w sierpniu 2000. W 2000 został wybrany członkiem zarządu PTN, ponownie wybrany w maju 2003, pełnił tę funkcję również od 2007 do 2011. Był organizatorem i redaktorem naczelnym kwartalnika „Sanockie Zapiski Numizmatyczne”, wydawanego od 1996. Organizował międzynarodowe sympozjum numizmatyczne. W 2000 został również członkiem Słowackiego Towarzystwa Numizmatycznego, Oddział w Preszowie.
Był również twórcą oraz kolekcjonerem ekslibrisów numizmatycznych i muzycznych. Hobbystycznie interesował się także starymi zegarami.
Zmarł 18 lub 19 marca 2011 w Sanoku. Został pochowany na Cmentarzu Centralnym w Sanoku. Był żonaty z Martą.

## Publikacje
Autor
- Ekslibrisy Tadeusza Ortyla (1997, współautor: Władysław Gębczyk)[23]
- Ekslibrisy numizmatyczne Tadeusza Ortyla (1998, współautorzy:Grażyna Kopańska, Robert Ziobro;, Władysław Gębczyk)[24]
- Ekslibrisy dla Władysława Gębczyka i Tadeusza Ortyla (2000, autor: Władysław Gębczyk, Krzysztof Kmieć)[25]
- Wasilij Leonienko. Ex Libris Numismaticis (2000, współautor: Władysław Gębczyk)[26]

Redaktor
- Rudolf Mękicki – patron sanockich numizmatyków (1996, autor: Stanisław Bulkiewicz)[14][27]

Inne
- Ex libris Tadeusza Ortyla (2004, autor: Tadeusz Wacław Budynkiewicz)[28]

## Odznaczenia i wyróżnienia
- Krzyż Kawalerski Orderu Odrodzenia Polski (postanowieniem Prezydenta RP Aleksandra Kwaśniewskiego z 8 września 2005 za wybitne zasługi w działalności na rzecz Polskiego Towarzystwa Numizmatycznego)[29][1]
- Złoty Krzyż Zasługi (1988, za całokształt twórczej działalności w upowszechnianiu kultury muzycznej wśród dzieci i młodzieży oraz społeczności dorosłych w regionie)[4][6]
- Złoty medal „Za zasługi dla numizmatyki” (1997, odznaczony jako pierwszy prezes koła PTN w Polsce)[30][4]
- Złota Odznaka Polskiego Towarzystwa Numizmatycznego (1995)[31][1]
- Odznaka „Zasłużony dla Sanoka” (1997)[32]
- Nagroda Miasta Sanoka w dziedzinie upowszechniania kultury i sztuki za rok 2000[33][34][17][35][36]
- Medal „Za Zasługi dla Słowackiej Numizmatyki” III stopnia (1999)[37][4]
- Dyplom uznania przyznany przez Rektora Uniwersytetu Lwowskiego za dobrą współpracę z numizmatykami lwowskimi (2003)[38]